# هنشل هااس ۱۲۶
هنشل هااس ۱۲۶ (به آلمانی: Henschel Hs 126) یک هواگرد تک‌باله بال‌بالای تک‌موتوره دوسرنشین از نوع شناسایی و دیده‌بانی ساخت شرکت هنشل در آلمان بود که اوایل جنگ جهانی دوم در لوفت‌وافه خدمت کرد.

## طراحی و استفاده
هنشل هااس ۱۲۶ یک هواگرد بزرگ تک‌باله بال‌چتری شناسایی و دیده‌بانی بود. مدل هااس ۱۲۶آ-۱ سال ۱۹۳۶ وارد خدمت شد و در جنگ داخلی اسپانیا ارزیابی گردید. تعدادی زیادی از آن تولید شد تا جایگزین هواگردهای منسوخ هائی ۴۵ و هائی ۴۶ شود. مدل هااس ۱۲۶ب-۱ با موتور قدرتمندتر ۹۰۰ اسب بخاری و عملکرد بهتر، سال ۱۹۳۹ پدید آمد و هنگام آغاز جنگ جهانی دوم به صورت گسترده در حال استفاده بود. علاوه بر نقش اصلی دیده‌بانی، از هواگردهای هااس ۱۲۶ در کارزارهای لهستان و فرانسه به عنوان هواگرد تهاجمی نیز استفاده شد. هااس ۱۲۶ به مرور از سال ۱۹۴۲ از خدمت کنار نهاده شد و اف‌و ۱۸۹ جایگزین آن گشت. شش فروند از هواگردهای هااس ۱۲۶ در نیروی هوایی اسپانیا و ۱۲ فروند از آن‌ها در نیروی هوایی یونان نیز خدمت کردند.

## مشخصات فنی
هااس ۱۲۶:
مشخصات عمومی
- خدمه: ۲ نفر
- طول: ۱۰٫۸۵ متر
- طول بال: ۱۴٫۵ متر
- ارتفاع: ۳٫۷۵ متر
- وزن بارگذاری‌شده: ۳٬۲۷۰ کیلوگرم
- نیرومحرکه: ۱ × موتور شعاعی ۹ سیلندر ب‌ام‌و برامو ۳۲۳آ-۱: ۸۵۰ اسب بخار

عملکرد
- حداکثر سرعت: ۳۵۶ کیلومتر بر ساعت
- سقف پرواز: ۸٬۲۳۰ متر
- برد: ۷۲۰ کیلومتر

تسلیحات
- ۲ × مسلسل ۷٫۹۲ میلی‌متری